# Victor Agbanou
Victor Agbanou (Lokossa, 23 dicembre 1945) è un vescovo cattolico beninese, dal 4 marzo 2023 vescovo emerito di Lokossa.

## Biografia
Victor Agbanou è nato a Lokossa il 23 dicembre 1945.

### Formazione e ministero sacerdotale
Terminati gli studi secondari, è entrato nel seminario maggiore "Santa Giovanna d'Arco" di Ouidah e poi ha proseguito gli studi nel seminario maggiore "San Gallo" di Ouidah dove ha conseguito il baccalaureato in teologia.
Il 10 agosto 1974 è stato ordinato presbitero per la diocesi di Lokossa a Akodéha. Dal 1974 al 1977 ha studiato all'Università di Lomé, in Togo, per la laurea in lingue moderne con specializzazione in inglese. Dal 1977 al 1982 ha studiato per il dottorato in esegesi a Monaco di Baviera. In seguito è stato professore al seminario di Ouidah dal 1982 al 1986, professore all'Università Cattolica dell'Africa occidentale ad Abidjan dal 1986, professore di Sacra Scrittura al noviziato delle Suore Serve della luce di Cristo a Sè dal 1988, cappellano nazionale delle "Equipes Enseignates". Nel gennaio del 2000 il collegio dei consultori della diocesi di Lokossa, vacante per la morte di monsignor Robert Sastre, lo ha eletto amministratore diocesano.

### Ministero episcopale
Il 5 luglio 2000 papa Giovanni Paolo II lo ha nominato vescovo di Lokossa. Ha ricevuto l'ordinazione episcopale il 4 novembre successivo dal cardinale Bernardin Gantin, decano del Collegio cardinalizio, co-consacranti il vescovo di Nizza Jean Marie Louis Bonfils e quello di Djougou Paul Kouassivi Vieira.
Nel settembre del 2007 e nell'aprile del 2015 ha compiuto la visita ad limina.
Dal 26 ottobre 2016 al 26 maggio 2023 è stato presidente della Conferenza episcopale del Benin.
Il 4 marzo 2023 papa Francesco ha accolto la sua rinuncia, per raggiunti limiti di età, al governo pastorale della diocesi di Lokossa; gli è succeduto Coffi Roger Anoumou, presbitero della medesima diocesi.

## Genealogia episcopale
La genealogia episcopale è:
- Cardinale Scipione Rebiba
- Cardinale Giulio Antonio Santori
- Cardinale Girolamo Bernerio, O.P.
- Arcivescovo Galeazzo Sanvitale
- Cardinale Ludovico Ludovisi
- Cardinale Luigi Caetani
- Cardinale Ulderico Carpegna
- Cardinale Paluzzo Paluzzi Altieri degli Albertoni
- Papa Benedetto XIII
- Papa Benedetto XIV
- Papa Clemente XIII
- Cardinale Marcantonio Colonna
- Cardinale Giacinto Sigismondo Gerdil, B.
- Cardinale Giulio Maria della Somaglia
- Cardinale Carlo Odescalchi, S.I.
- Cardinale Costantino Patrizi Naro
- Cardinale Lucido Maria Parocchi
- Papa Pio X
- Papa Benedetto XV
- Papa Pio XII
- Cardinale Eugène Tisserant
- Cardinale Bernardin Gantin
- Vescovo Victor Agbanou